# Powiat Prignitz
Powiat Prignitz (niem. Landkreis Prignitz) – powiat w niemieckim kraju związkowym Brandenburgia. Stolicą powiatu jest Perleberg, natomiast największe miasto to Wittenberge. 
Najbardziej na zachód położony powiat kraju związkowego i prawie w całości tożsamy z historyczną krainą Prignitz. Jest najrzadziej zaludnionym powiatem w całych Niemczech (35,7 os./km²).

## Historia
Powiat w obecnej formie powstał w wyniku reformy administracyjnej w 1993 roku.

## Podział administracyjny
W skład powiatu Prignitz wchodzi:
- siedem gmin miejskich
- cztery gminy (niem. amtsfreie Gemeinde)
- cztery urzędy (niem. Amt)

Gminy miejskie
| Lp. | Nazwa gminy   | Ludność (2022) | Powierzchnia km² |
| --- | ------------- | -------------- | ---------------- |
| 1   | Bad Wilsnack  | 2 546          | 79,21            |
| 2   | Lenzen (Elbe) | 2 034          | 95,75            |
| 3   | Meyenburg     | 2 092          | 50,62            |
| 4   | Perleberg     | 12 134         | 137,81           |
| 5   | Pritzwalk     | 11 995         | 165,57           |
| 6   | Putlitz       | 2 620          | 118,49           |
| 7   | Wittenberge   | 16 829         | 50,44            |

Gminy
| Lp. | Nazwa gminy            | Ludność (2022) | Powierzchnia km² |
| --- | ---------------------- | -------------- | ---------------- |
| 1   | Groß Pankow (Prignitz) | 3 793          | 248,79           |
| 2   | Gumtow                 | 3 380          | 211,66           |
| 3   | Karstädt               | 5 962          | 252,18           |
| 4   | Plattenburg            | 3 282          | 200,76           |

Urzędy
| Lp. | Nazwa urzędu        | Ludność (2022) | Powierzchnia km² | Liczba gmin |
| --- | ------------------- | -------------- | ---------------- | ----------- |
| 1   | Bad Wilsnack/Weisen | 6 160          | 188,62           | 5           |
| 2   | Lenzen-Elbtalaue    | 3 902          | 219,53           | 4           |
| 3   | Meyenburg           | 4 193          | 209,72           | 5           |
| 4   | Putlitz-Berge       | 4 711          | 238,18           | 5           |

## Demografia
| Rok  | Mieszkańcy |
| ---- | ---------- |
| 1990 | 109 435    |
| 1995 | 101 421    |
| 2000 | 95 701     |
| 2005 | 88 340     |

| Rok  | Mieszkańcy |
| ---- | ---------- |
| 2010 | 82 023     |
| 2015 | 77 573     |
| 2020 | 76 096     |